# Пльзенський край
Пльзенський край (чеськ. Plzeňský kraj) — адміністративна одиниця Чехії. Розташована на південному заході Чехії. На північному заході межує з Карловарським краєм, на півночі на невеликому проміжку має спільну межу з Устецьким краєм, на північному сході межує з Центральночеським краєм, на південному заході з Південночеським краєм. Найдовший кордон має з Баварією — федеральною землею Німеччини на південному заході.

## Адміністративний поділ

### Округи
На території краю є сім округів із шістьма окружними центрами (okresními městy), оскільки два округи розташовані в крайовому центрі Пльзені.
- Домажлиці
- Клатови
- Пльзень-місто
- Пльзень-південь
- Пльзень-північ
- Рокицани
- Тахов

### Міста і райони з спеціальним статусом
- Бловиці
- Добжани
- Домажлиці
- Гораждовиці
- Горшовски Тин
- Клатови
- Краловиці
- Непомук
- Ніржани
- Пржештиці
- Рокицани
- Стод
- Стржібро
- Сушиці
- Тахов

## Населення
Попри те, що Пльзенський край є одним із найбільших, займає третє місце за територією в країні, за кількістю населення край посідає лише 9-те місце, а густота є друга найменша в Чехії (після Південночеського краю). У краю немає великих міст, переважають невеликі містечка.